# Economic Freedom Fighters
L'Economic Freedom Fighters (EFF) è un partito politico del Sudafrica fondato nel 2013 da Julius Malema, ex esponente del Congresso Nazionale Africano.
Sulla scia del partito sono nate delle organizzazioni omonime in diversi Paesi vicini, tra i quali Namibia, dove sono entrati in parlamento nelle elezioni del 2019, ed eSwatini, dove hanno partecipato alle proteste a favore della democrazia.

## Risultati elettorali
| Elezione      | Voti      | %      | Seggi    |
| ------------- | --------- | ------ | -------- |
| Generali 2014 | 1.169.259 | 6,35%  | 25 / 400 |
| Generali 2019 | 1.881.521 | 10,79% | 44 / 400 |
| Generali 2024 | 1.529.961 | 9,52%  | 39 / 400 |